# Stadio Carlo Pedroli
Lo stadio Carlo Pedroli è uno stadio ubicato nella città italiana di Verbania.
Maggiore arena scoperta del comune di appartenenza, ha perlopiù ospitato le partite interne del Verbania, principale club calcistico della città, nonché quelle di altri club di vario livello sia suoi antesignani che suoi successori.

## Storia
Il primo campo di calcio in cui l'U.S. Intrese disputò i suoi campionati fu quello di via Monterosso, inaugurato il 18 gennaio 1920 con il taglio del nastro effettuato dalla madrina Maria Angiolini. Il regime fascista, cultore della forma fisica, attraverso il CONI incentivava la costruzione di nuovi stadi. Nel 1928 il sottosegretario e presidente della FIGC on. Leandro Arpinati impartì le direttive per i nuovi stadi, subito recepite dal podestà di Intra Riccardo Lucini, che sollecitò la costruzione di un nuovo campo sportivo proporzionato all'importanza della città, essendo quello esistente su proprietà privata non abbastanza vasto.
Lucini individuò un'ampia area verde verso Renco, vicina al cimitero di Intra, per la costruzione dello stadio. Questa soluzione fu osteggiata da una parte dell'opinione pubblica (in special modo dai proprietari dei terreni da espropriare), che riteneva più utile destinare l'area a usi residenziali e proponeva di costruire il nuovo stadio lungo l'argine destro del torrente San Bernardino. Dopo vari ricorsi al prefetto, il podestà Lucini riuscì a imporre la propria proposta e la delibera per l'acquisto del terreno portò la data dell'8 febbraio 1930.
All'inizio del 1931 cominciò la costruzione del nuovo Stadio del Littorio, su progetto dell'architetto milanese Paolo Vietti Violi (già autore delle tribune di San Siro e dello stadio di Genova, e dei più famosi ippodromi italiani). La costruzione venne appaltata all'impresa di Carlo Girolzini e per la spianata del terreno vennero asportati circa 33500 metri cubi di terra. Il nuovo stadio venne inaugurato il 13 novembre 1932 alla presenza di Renato Ricci, capo della Gioventù d'Italia e uno dei gerarchi più in vista del Fascismo. Al termine dell'inaugurazione venne giocato l'incontro di Prima Divisione Intra - Monza, vinto dai lacuali per 2-0.
Durante la permanenza in Serie C del Verbania Calcio lo stadio, nel frattempo rinominato Campo sportivo comunale o Stadio dei Pini (in virtù del filare di conifere situato sul lato ovest), fu dotato di nuove tribune e di una curva a carattere non permanente, che furono rimosse nei primi anni ottanta.

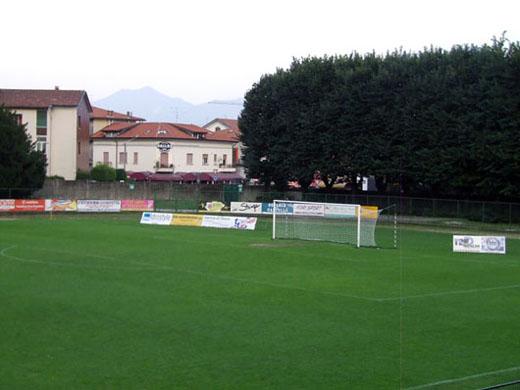
Lo Stadio Carlo Pedroli ancora con erba naturale

Il 2 maggio 2009 l'amministrazione comunale di Verbania intitolò lo stadio cittadino alla memoria di Carlo Pedroli, direttore sportivo e "anima" della società biancocerchiata per più di venticinque anni.
Nell'estate del 2012 il comune di Verbania autorizzò alcuni lavori di riqualificazione dell'impianto sportivo: vennero pertanto poste in opera nuove recinzioni conformi alle normative della Lega Nazionale Dilettanti e il terreno di gioco venne rizollato con un tappeto di erba mista naturale e sintetica denominato Power Grass.
Tale ultimo intervento (tra i primi in Italia nel suo genere) venne però effettuato senza contestuali collaudi a norma di legge, finendo per dare luogo a varie problematiche: dal 2012 in poi lo stadio fu infatti più volte giudicato non idoneo alla pratica agonistica dalla commissione impianti della FIGC, mettendo a repentaglio la regolare iscrizione ai campionati delle società cittadine beneficiarie dello stesso; a tale situazione si è via via ovviato mediante l'irrogazione di deroghe normative ad hoc. 
In relazione a quanto sopra, l'amministrazione comunale di Verbania nel 2015 accusò la maggior società calcistica cittadina di aver proceduto agli interventi di cui sopra in modo non conforme alle procedure legali e beneficiando di autorizzazioni concesse in modo irrituale. Sempre a detta del municipio, il club avrebbe al contempo omesso di pagare regolarmente canoni e bollette, nonché di praticare nell'impianto la regolare manutenzione minima.
La situazione venne peraltro complicata dall'esponenziale aumento delle società autorizzate ad operare allo stadio: nel 2015, oltre al Verbania 1959 (peraltro ormai avviato alla cessazione dell'attività e infine sfrattato per morosità), al Pedroli facevano infatti base anche i club dilettantistici Sinergy Verbania, Inter Farmaci Verbania, Virtus Verbania e Accademia Calcio Verbania. 
Dall'estate 2016 l'impianto è tornato in gestione esclusiva all'amministrazione comunale verbanese; parallelamente sono andate calando le società usufruttuarie (il Verbania "storico" si è infatti disciolto, l'Inter Farmaci - divenuta brevemente Città di Verbania - ha cessato l'attività nel 2018, e la Virtus Verbania - divenuta Calcio Verbania - ha inglobato la Sinergy nel 2017), ma ciò non è bastato per rendere meno critica la situazione infrastrutturale, col campo sempre più dissestato soggetto a problemi di drenaggio.
Nell'estate 2019 la risalita in Serie D del Calcio Verbania (frattanto rimasto l'unica società a proclamare continuità con la tradizione sportiva biancocerchiata) ha comportato l'esecuzione di alcuni lavori di ristrutturazione imposti dai criteri strutturali della Lega Nazionale Dilettanti: sono stati ampliati e riconfigurati i locali tecnici (spogliatoi, infermerie, sale di controllo), risanati gli spalti (con riverniciatura, posa di nuove recinzioni e apertura di nuovi accessi) ed è stata costruita una piccola "curva" per le tifoserie ospiti sul lato ovest del campo.

## Struttura
A differenza di altri stadi coevi, il Pedroli è stato fin da subito concepito per l'uso prettamente calcistico: attorno al terreno di gioco non vi è la pista d'atletica leggera, né ausili analoghi. Gli spalti constano di due settori: la tribuna centrale sul lato ovest (dotata di copertura e seggiolini individuali, entro la quale sono altresì situati i locali tecnici principali) e la gradinata sul lato est (priva di copertura e serrata tra due basse costruzioni a parallelepipedo, dette colloquialmente "torrette"). L'illuminazione notturna del campo è assicurata da due cluster di riflettori montati su tralicci metallici posti ai lati della tribuna principale.
Negli anni di militanza del Verbania in Serie C alle tribune in muratura vennero temporaneamente aggiunte ulteriori gradinate in materiale metallico, in particolare alle spalle dei lati corti del campo (normalmente sprovvisti di spalti).
Nei primi anni d'esistenza la capienza era di circa 10.000 spettatori, poi progressivamente ridotta (complici l'introduzione di più stringenti misure di sicurezza e le alterne vicende del calcio in città) a circa 3.000 unità. 
Le varie ristrutturazioni effettuate non hanno intaccato la fisionomia dell'impianto, che ha mantenuto le originarie caratteristiche architettoniche di stampo razionalista, le quali sono particolarmente evidenti sull'ingresso monumentale di via Farinelli: una sorta di piccolo arco trionfale in cemento armato intonacato, con le cancellate metalliche rette da due colonne a forma di Fascio littorio (le asce sono state rimosse a seguito della Liberazione) e un largo frontone recante iscritta l'intitolazione della struttura. Nel 1959 vennero aggiunte all'intonaco bianco delle fasce decorative nei colori blu-giallo-rosso, in modo da richiamare i colori sociali del Verbania.